# بانکورت، اواز
بانکورت (به فرانسوی: Bazancourt) یک کمون (فرانسه) در فرانسه است که در canton of Songeons واقع شده‌است. بانکورت ۳٫۱۵ کیلومتر مربع مساحت دارد ۲۱۲ متر بالاتر از سطح دریا واقع شده‌است.